# ملکه و کشور
ملکه و کشور (انگلیسی: Queen and Country) یک فیلم در ژانر درام به کارگردانی جان بورمن است که در سال ۲۰۱۴ منتشر شد. این فیلم ادامه فیلم امید و افتخار بوده و چند شخصیت از همان فیلم را نمایش می‌دهد.

## بازیگران
- برایان اف. اوبرن
- کلب لندری جونز
- دیوید هایمن
- دیوید تیولیس
- جان استندینگ
- ریچارد ای گرانت
- شینید کیوسک
- تامسین اجرتون
- ونسا کربی
- جولین وادهام
- کلوم ترنر